# Berta Isla
Berta Isla (Berta Isla), publié en espagnol en 2017, est un roman de l'écrivain espagnol Javier Marías.

## Résumé
La narratrice (sauf pour les années de formation), Berta Isla (1951-) est une jeune femme madrilène. 
À quatorze ans, elle rencontre, au lycée, Tom(as) Nevinson (1951-).
À quinze ans, en classe de première, ils forment un couple précoce : il est robuste, blond, joyeux, insouciant, assez beau gosse, le regard gris.
Le père, Jack Nevinson, peu autoritaire et indécis en famille, a quelques responsabilités à l'Ambassade du Royaume-Uni à Madrid, et au British Council, institut culturel, dont l'établissement madrilène a été fondé en 1940 par Walter Starkie, alias Don Gipsy (d'après le titre d'un de ses ouvrages, parrain de fait de Jack et Tom Nevinson.
La mère, Miss Mercedes a quatre enfants, deux garçons, Tom (Thomas), George/jorge, et deux filles.
En 1968, Tom fait ses études à l'université d'Oxford, Berta à l'université complutense de Madrid. Ils se voient par intermittences, se retrouvent à Madrid en 1973 à la fin des années oxfordiennes, et à la fin des années d'études de Berta, ils se marient en mai 1974, à 23 ans.
Il occupe un poste aux Services culturels de l'ambassade du Royaume-Uni, elle enseigne au Collège Estudio (es).
Ils ont un fils, Guillermo.
Il est amené à se rendre à Londres pour des séjours de longueur variable, sans donner de nouvelles. Elle se rend compte progressivement qu'il en revient transformé : langueur contagieuse, insatisfaction permanente, mal-être permanent, comme un vieillard. Intègre, discret, discipliné, désespéré, il s'interdit de préciser à qui que ce soit destinations, durées, missions. Pour Berta, vivre dans la certitude absolue est fastidieux, [...] vivre dans un état de soupçon permanent est tout aussi peu supportable, [...] épuisant (p. 14). Quand il est là, dans le huis clos de l'appartement, elle est obligée de tout gâcher, de manifester son  désir de savoir, son inquiétude, son indignation, ses spéculations, (s)es élucubrations (adultère sur commande...).
Le grand tournant se produit pour Berta Isla de Nevinson en 1976 quand un couple hispano-irlandais, Miguel Ruiz Kindelan et Mary Kate O'Riada, l'approche alors qu'elle promène Guillermo dans un parc public, pas loin de la statue de Luis Noval (es). Le couple se fait insistant durant un mois entier (d'absence de Tom), qui s'achève par des menaces explicites et des révélations : Tom travaillerait pour les services secrets britanniques, MI5 ou MI6, il serait devenu un brouillard anglais, véritable caméléon, amené à toujours feindre et dissimuler, dans une double vie, et promis à mal finir, fugitif ou dérangé. Berta accouche d'une fille, Elisa, et s'autorise la lecture de romans et de récits d'espionnage.
Capable d’incarnations verbales terrifiantes, Tom se raconte très peu, et surtout pas sur les origines de ses sorties (Comment tu as pu te fourrer là-dedans ?) (Janet Jefferys, Hugh Saumaretz-Hill, Professeur Southworth, inspecteur Morse, Bertram Tupra, Blackston, Ure, Dundas, Ted Reresby...). À Oxford, un de ses professeurs, Peter Edward Lionel Wheeler (veuf de Valérie), à peu près 58 ans, bon locuteur en espagnol et portugais, le repère brillant, éblouissant, pour ses dons exceptionnels pour l'imitation et les langues (p. 76), lui fait l'éloge du secret en tant que forme suprême d'intervention en ce monde (p. 73), et lui suggère d’œuvrer dans l'ombre et naviguer en eaux troubles (p. 74). Bref, il ferait une taupe idéale. Tom refuse de l'envisager, mais...
Il finit par révéler qu'il se voit comme une sentinelle, un vigile, parmi des milliers de nous, capables d'intervenir pour le bien commun [...] de la plupart (p. 380), quel que soit le gouvernement, Harold Wilson, James Callaghan, Edward Heath, Margaret Thatcher.
Lors de la guerre des Malouines (1982), il est appelé. Huit mois plus tard, déjà vacataire à l'Université complutense de Madrid, elle interroge à Jack Nevinson, également embauché  comme vacataire pour des cours de phonétique : il ne sait rien que les mensonges que lui transmet Berta, et l'expression du visage de son fils à ses retours, horreur et fierté, et il lui conseille d'attendre encore un peu.
Pour la jeune mère, redevenue Berta Isla, l'attente se termine presque lorsque, en novembre 1983, Bertram Tupra vient à Madrid lui annoncer la disparition (ou la désertion) de Thomas, lui fournir les documents lui permettant à terme d'opter pour le statut de veuve du présumé mort, de bénéficier de son héritage. En attendant, elle dispose d'un salaire pour un emploi fictif de traductrice.
En 1989, à la mort de Miss Mercedes Nevinson et des deux parents de Berta, s'opère un rapprochement de Jack Nevinson, veuf, mélancolique, solitaire de la Calle de Jenner, et le trio Berta-Guillermo-El de la Calle de Pavia. Berta, orpheline, après un véritable régiment d'amants (dont les moindres échecs sont le pédiatre et le remplaçant culturel de Tom), elle recherche Esteban Yanes, le jeune gandin obsolète et banderillero qui l'a sauvée d'une charge de policier à cheval lors de sa première manifestation de dénonciation du meurtre de l'étudiant Enrique Ruano (es) le 20 janvier 1969 par la Brigada Político-Social, et l'initie à la vie sexuelle.
En 1994, un prétendu Tom Nevinson s'invite auprès du Professeur Southworth (p. 453), et lui raconte le racontable : grillé, traqué, officieusement disparu en Argentine, il s'est rayé de la carte, un banni de l'univers. Devenu James Rowland, un discret professeur de lycée (en histoire-géographie-littérature), encore financé, il rencontre une assistante dentaire, Meg (p. 482), se met en ménage, est le père d'une petite fille, Val(erie). En 1992, fausse alerte, une Madame Rowlands recherche son mari, qui porte le même nom. En 1993 Molyneux, un émissaire de Tupra lui annonce qu'il va pouvoir quitter cette vie, et aménager provisoirement une mansarde, proche du centre et des MI, et loin de l'Ulster. Désormais David Cromer-Fytton, 43 ans, il cherche à sortir de cale sèche, dès que sa sécurité sera établie. Invisible, il redécouvre Londres. En 1994, de passage chez Madame Tussauds (p. 522), il croit reconnaître deux enfants, Claire et Derek. Claire lui rappelle Janet...
Personne n'a jamais su ce qu'il était arrivé à Tomas Nevinson, ce qu'il était advenu de lui, du moins pas précisément, pas en détail, pas même dans les grandes lignes. [...] Personne en dehors du MI5 ou du MI6, bien entendu (p. 461). C'est ce que lui révélait Tupra : nous sommes comme le narrateur à la troisième personne dans un roman (p. 137). Dans ce monde d'imposture, même ce qui existe n'existe pas (p. 253).

## Édition
- Berta Isla (2017) Berta Isla, traduit par Marie-Odile Fortier-Masek, Paris, Gallimard, coll. « Du monde entier », 2019, 592 p.  (ISBN 978-2-07-278797-3).